# Конвой Хальмахера – Маніла (11.11.43 – 18.11.43)
Конвой Хальмахера — Маніла (11.11.43 — 18.11.43) — японський конвой часів Другої світової війни, проведення якого відбувалось у листопаді 1943-го.
Конвой сформували на північному сході Нідерландської Ост-Індії на острові Хальмахера (зокрема, відігравав важливу роль у постачанні японських сил на заході Нової Гвінеї), а пунктом призначення став важливий транспортний хаб у Манілі.
До складу конвою увійшли транспорти «Хіноде-Мару», «Йошида-Мару № 3» (Yoshida Maru No. 3) та «Мінрьо-Мару» (Minryo Maru), тоді як охорону забезпечував патрульний корабель PB-103.
11 листопада 1943-го загін вийшов із затоки Кау (глибоко вдається в острів Хальмахера з півночі), а 14 листопада досягнув Замбоанги (західне завершення острова Мінданао), де до нього приєднався транспорт «Чоджо-Мару» (Chojo Maru). 15—16 листопада конвой заходив на Себу (центральна частина Філіппінського архіпелагу).
Хоча маршрут конвою пролягав через кілька районів, де традиційно патрулювали ворожі підводні човни, цього разу операція пройшла без інцидентів і 18 листопада японський загін досягнув Маніли.